# Khazanah Nasional
Khazanah Nasional (vollständiger Name: Khazanah Nasional Berhad, abgekürzt Khazanah Nasional BHD) ist ein 1993 gegründeter Staatsfonds der Regierung von Malaysia mit Sitz in Kuala Lumpur. Er wird von Finanzministerium verwaltet. CEO des in den Petronas Twin Towers angesiedelten Fonds ist Amirul Feisal Wan Zahir. Aufsichtsratsvorsitzender der malaysische Ministerpräsident Anwar Ibrahim.

## Investment
Das Vermögen des Fonds betrug 2025 ca. 126 Milliarden Ringgit, also etwa 25 Milliarden Euro und ist in den letzten 10 Jahren stark gesunken. Zwei Drittel seiner (meist strategischen) Beteiligungen fallen auf Malaysia, wo er u. a. in Telekommunikationsunternehmen (u. a. Axiata, deren wichtigster Anteilseigner der Fond ist), Medien- und Kreativwirtschaft, Dienstleistungen, Informationstechnologie, Transport- und Logistikunternehmen, Autozulieferer, Immobilien-, Versicherungs- und Finanzwirtschaft, Energieerzeugung und Landwirtschaft, aber auch in defizitäre staatliche Unternehmen wie Malaysia Airlines investiert. Etwas ein Drittel des Investments erfolgt im Ausland, vor allem in Ländern mit muslimischer Bevölkerungsmehrheit wie Singapur sowie in Indien und China, vorzugsweise in Staatsunternehmen. So besitzt der Fonds z. B. 90 Prozent der Anteile an der größten Krankenhauskette der Türkei im Wert von ca. 1,7 Mrd. US-Dollar über seine Tochter Integrated Healthcare Holdings. 
Khazanah Nasional unterhält Auslandsniederlassungen in Shanghai, San Francisco, Istanbul und Mumbai.

## Kritik
Vielfach wurde die in den Strukturen des Fonds deutliche enge Verflechtung zwischen Wirtschaft und Politik kritisiert, die sowohl zu politischen Intrigen als auch zu Vermögensschwankungen und -verlusten infolge politischer Veränderungen führte. Der CEO Azman Mokhtar hatte Mühe, die Verwicklung in zweifelhafte Immobiliengeschäfte zurückzuweisen. So entstanden z. B. Verluste durch die Pleite des Modeversandunternehmen FashionValet, gegen deren Gründer wegen kriminellen Vertrauensbruchs ermittelt wird.

## Mitgliedschaften
Er ist Mitglied im International Forum of Sovereign Wealth Funds (IFSWF) und hat sich damit verbunden auch den Santiago-Prinzipien für angemessenes Handeln und ordentlicher Geschäftstätigkeit verschrieben.